# Chrysobothris nana
Chrysobothris nana es una especie de escarabajo del género Chrysobothris, familia Buprestidae. Fue descrita científicamente por Fairmaire en 1892.